# Scott Robertson (műugró)
Scott Robertson (Sale, Victoria, 1987. június 24. –) ausztrál műugró.

## Élete
Hatéves volt, mikor a műugrással kezdett el foglalkozni. Edzője 1994 és 2005 között Doug Walton, majd 2005 és 2009 között Hui Tong volt, 2009-től pedig Chava Sobrino irányítja.
2005-ben az Ausztrál Ifjúsági Olimpiai Fesztiválon – Matthew Mitchammel – aranyérmet szerzett a 3 méteres szinkron fináléjában, míg 1 méteren a harmadik helyett szerezte meg magának. A pekingi olimpián, a három méteres szinkronversenyben – Robert Newbery-vel alkotva párost, 393.60 ponttal – a nyolcadik helyen zárt.

## Eredmények
| Sportesemény                         | Versenyszámok | Versenyszámok | Versenyszámok | Versenyszámok | Versenyszámok |
| Sportesemény                         | 1 m           | 3 m           | 3 m szinkron  | 10 m torony   | 10 m szinkron |
| ------------------------------------ | ------------- | ------------- | ------------- | ------------- | ------------- |
| 2004-es junior vb                    | –             | –             |               | –             | –             |
|                                      |               |               |               |               |               |
| 2005-ös AYOF                         |               | 5.            |               | –             | –             |
|                                      |               |               |               |               |               |
| 2006-os ausztrál nyílt bajnokság     |               | 4.            |               | –             | –             |
| 2006-os Fort Lauderdale-i Grand Prix | –             | –             |               | –             | –             |
| 2006-os Nemzetközösségi Játékok      | 7.            | –             | 4.            | –             | –             |
|                                      |               |               |               |               |               |
| 2007-es ausztrál nyílt bajnokság     |               |               |               |               |               |
| 2007-es úszó-vb                      | –             | 17.           | 7.            | –             | –             |
|                                      |               |               |               |               |               |
| 2008-as ausztrál bajnokság           | –             |               |               |               | –             |
| 2008-as pekingi világkupa            | –             | –             |               | –             | –             |
| 2008-as sencseni Grand Prix          | –             | –             |               | –             | –             |
| 2008-as Fort Lauderdale-i Grand Prix | –             | –             | 4.            | –             | –             |
| 2008-as rostocki Grand Prix          | –             | –             |               | –             | –             |
| 2008-as montreali Grand Prix         | –             | –             |               | –             | –             |
| 2008-as nyári olimpia                | –             | –             | 8.            | –             | –             |
|                                      |               |               |               |               |               |
| 2010-es ausztrál bajnokság           |               |               |               | –             | –             |
| 2010-es kanadai Grand Prix           | –             |               | –             | –             | –             |
| 2010-es Nemzetközösségi Játékok      |               | –             | –             | –             | –             |
|                                      |               |               |               |               |               |
| 2011-es madridi Grand Prix           | –             | 23.           | –             | –             | –             |
| 2011-es penzai Grand Prix            | –             | 6.            | –             | –             | –             |

__________
A forrás nélküli hivatkozások helyét lásd itt!